# 中国人民解放军陆军合成第二〇四旅
合成第二〇四旅（英語：204th Combined Arms Brigade），又称“长白劲旅”，是中国人民解放军陆军第七十八集团军下辖的一个重型合成旅，驻地吉林省蛟河市。

## 概述
该旅由装甲第四师拆分而来，2017年改为现有编制。

## 沿革
| 部隊番號             | 使用時期             |
| -------------------- | -------------------- |
| 机械化步兵第二〇四旅 | 2011年11月-2017年4月 |
| 合成第二〇四旅       | 2017年4月至今        |